# Dubnička
Dubnička (ungarisch Bántölgyes – bis 1907 Dubnicska) ist eine Gemeinde im Westen der Slowakei mit 123 Einwohnern (Stand 31. Dezember 2024), die zum Okres Bánovce nad Bebravou, einem Teil des Trenčiansky kraj, gehört.

## Geographie
Die Gemeinde befindet sich im Nordteil des Hügellands Nitrianska pahorkatina am Übergang in das Gebirge Strážovské vrchy, am Oberlauf des Baches Dubnička im Einzugsgebiet der Bebrava. Das Ortszentrum liegt auf einer Höhe von 245 m n.m. und ist 11 Kilometer von Bánovce nad Bebravou entfernt.
Nachbargemeinden sind Ľutov im Westen und Norden, Žitná-Radiša im Osten, Horné Naštice im Süden und Prusy im Südwesten.

## Geschichte
Dubnička wurde zum ersten Mal 1389 als Dubnycha erwähnt und war im selben Jahr Bestandteil des Herrschaftsgebiets der Burg Uhrovec. 1598 gab es eine Mühle und 14 Häuser im Ort, 1784 hatte die Ortschaft 26 Häuser, 37 Familien und 184 Einwohner, 1828 zählte man 24 Häuser und 197 Einwohner, die als Landwirte und Waldarbeiter beschäftigt waren.
Bis 1918 gehörte der im Komitat Trentschin liegende Ort zum Königreich Ungarn und kam danach zur Tschechoslowakei beziehungsweise heute Slowakei. In der ersten tschechoslowakischen Republik arbeiteten die Einwohner als landwirtschaftliche Saisonarbeiter.

## Bevölkerung
| Jahr                | 1994 | 2004     | 2014     | 2024    |
| ------------------- | ---- | -------- | -------- | ------- |
| Anzahl der Personen | 91   | 75       | 118      | 123     |
| Unterschied         |      | −17,58 % | +57,33 % | +4,23 % |

| Jahr                | 2023 | 2024    |
| ------------------- | ---- | ------- |
| Anzahl der Personen | 124  | 123     |
| Unterschied         |      | −0,80 % |

Nach der Volkszählung 2011 wohnten in Dubnička 115 Einwohner, davon 110 Slowaken. Fünf Einwohner machten keine Angabe zur Ethnie.
82 Einwohner bekannten sich zur römisch-katholischen Kirche und 18 Einwohner zur Evangelischen Kirche A. B. Acht Einwohner waren konfessionslos und bei sieben Einwohnern wurde die Konfession nicht ermittelt.